# Берайхсляйтер
Берайхсляйтер (нім. Bereichsleiter) — звання в системі політичних звань НСДАП, що існувала в нацистській Німеччині з 1939 по 1945 роки. Звання берайхсляйтер було введено для заміни старого звання крайсляйтер (яке стало тепер посадою), але також використовувалося в НСДАП як на регіональному, так і на загальноімперському рівні. Звання приблизно відповідало чину підполковника вермахту.
Особи, що мали звання берайхсляйтера і призначені на посаду крайсляйтера, з 1939 року носили спеціальну нарукавну пов'язкку.

## Інші партійні звання НСДАП

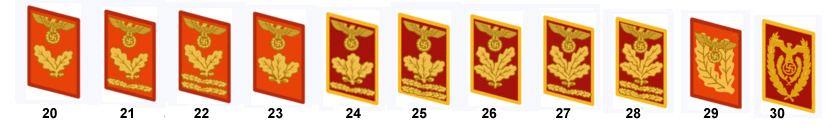
20.Берайхсляйтер, 21.Оберберайхсляйтер, 22.Гауптберайхсляйтер, 23.Дінстляйтер, 24.Обердінстляйтер, 25.Гауптдінстляйтер, 26.Бефельсляйтер, 27.Обербефельсляйтер, 28.Гауптбефельсляйтер, 29.Гауляйтер, 30.Рейхсляйтер.